# Berg (Gemeinde Virgen)
Berg ist ein Weiler in der Gemeinde Virgen (Osttirol). Der Ortsteil wurde 1991 von 15 Personen bewohnt und wird zur Fraktion Welzelach gezählt.

## Geographie
Berg ist neben der Rotte Welzelach und den Einzelsiedlungen Lipper und March einer der vier Ortsbestandteile der Fraktion Welzelach. Berg liegt in 1.335 Metern Höhe hoch über der Iselschlucht und ist durch eine Straße mit der südlich gelegenen Rotte Welzelach verbunden. Zudem gibt es für Berechtigte eine Seilbahn zwischen dem Ort und einer auf der Virgental-Landesstraße gelegenen Bushaltestelle, welche aus diesem Grund den Namen "Abzweigung Welzelach" trägt. Ebenfalls südlich von Welzelach liegt March, nördlich die zur Gemeinde Prägraten am Großvenediger gehörende Fraktion Bobojach. Rain beherbergte 1991 insgesamt drei Häuser mit drei land- und forstwirtschaftlichen Betriebsstätten, wobei in den drei Häusern drei Wohnungen bestanden. Das Land Tirol verzeichnete 2012 für Berg die Hofstellen Wuntscher (Welzelach-Berg Nr. 1), Moter (Nr. 2) und Berger Peterer (Nr. 4) sowie ein weiteres Wohnhaus (Nr. 3).

## Geschichte
Berg wurde von der Statistik Austria lange Zeit nicht eigens genannt, sondern bei Welzelach miteingerechnet. Erst im Zuge der Volkszählung 1951 wurde Rain separat ausgewiesen, wobei der Ortsbestandteil damals aus vier Häusern mit 16 Bewohnern bestand. 1961 wurden von den Statistikern für Berg nur noch drei Häuser mit 17 Einwohnern ausgewiesen. 1971 gab es in Berg drei Gebäude und 13 Einwohner, 1981 waren es ebenfalls drei Gebäude, wobei drei bewohnte Gebäude mit insgesamt 14 Einwohnern ausgewiesen wurden. 1991 wies die Statistik schließlich drei Gebäude mit 15 Einwohnern aus. Zuletzt wurde Berg von der Statistik Austria zwar als Ortsbestandteil von Welzelach genannt jedoch keine weiteren Daten mehr ausgewiesen.